# Supercup (dames basketbal)
De Supercup is een jaarlijks terugkerende basketbalwedstrijd die gespeeld wordt door de kampioen van de Eredivisie en de winnaar van de NBB-Beker van het jaar ervoor. De Supercup vond voor het eerst plaats op 10 oktober 2009, waar ProBuild Lions Landsmeer de eerste winnaar werd. De eerste editie ging nog over twee wedstrijden. Later werd er gekozen voor een wedstrijd.

## Algemeen
| Jaar | Datum                 | Plaats               | Landskampioen               | Uitslag         | Bekerwinnaar                    |
| ---- | --------------------- | -------------------- | --------------------------- | --------------- | ------------------------------- |
| 2009 | 10 oktober 11 oktober | Den Helder Landsmeer | HLB Accountants Den Helder  | 54 - 90 69 - 59 | ProBuild Lions Landsmeer        |
| 2010 | 2 oktober             | Landsmeer            | ProBuild Lions Landsmeer    | 68 - 62         | HLB Accountants Den Helder      |
| 2011 | 25 september          | Landsmeer            | ProBuild Lions Landsmeer    | 54 - 50         | Challenge Sports CBV Binnenland |
| 2012 | 29 september          | Landsmeer            | ProBuild Lions Landsmeer    | 83 - 52         | Lekdetec.nl Batouwe Bemmel      |
| 2013 | 28 september          | Rotterdam            | Loon Lions Landsmeer        | 71 - 62         | Challenge Sports CBV Binnenland |
| 2014 | 27 september          | Rotterdam            | Lintex CBV Binnenland       | 71 - 79         | Lekdetec.nl Batouwe Bemmel      |
| 2015 | 19 september          | Bemmel               | Lekdetec.nl Batouwe Bemmel  | 68 - 72         | Lintex CBV Binnenland           |
| 2016 | 18 september          | Landsmeer            | Loon Lions Landsmeer        | 64 - 61         | Lekdetec.nl Batouwe Bemmel      |
| 2017 | 23 september          | Bemmel               | Lekdetec.nl Batouwe Bemmel  | 72 - 77         | Solar-Systemen Grasshoppers     |
| 2018 | 22 september          | Katwijk              | Solar-Systemen Grasshoppers | 59 - 60         | 4Consult Binnenland             |
| 2019 | 21 september          | Katwijk              | Solar-Systemen Grasshoppers | 76 - 69         | Loon Lions Landsmeer            |
| 2022 | 10 september          | Den Helder           | Den Helder SUNS             | 75 - 86         | Sportiff Grasshoppers           |
| 2023 | 9 oktober             | Katwijk              | Sportiff Grasshoppers       | 85 - 56         | Den Helder SUNS                 |
| 2024 | 21 oktober            | Katwijk              | GBI van Dijk Grasshoppers   | 73 - 62         | TopKip Lions                    |

### Prestaties per club
| Team                       | Gewonnen | Verloren | Gewonnen in                        | Verloren in            |
| -------------------------- | -------- | -------- | ---------------------------------- | ---------------------- |
| TOPKip Lions Landsmeer     | 6        | 2        | 2009, 2010, 2011, 2012, 2013, 2016 | 2019, 2024             |
| GBI van Dijk Grasshoppers  | 5        | 1        | 2017, 2019, 2022, 2023, 2024       | 2018                   |
| Lintex CBV Binnenland      | 2        | 3        | 2015, 2018                         | 2011, 2013, 2014       |
| Lekdetec.nl Batouwe Bemmel | 1        | 2        | 2014                               | 2012, 2015             |
| Den Helder SUNS            | 0        | 4        | -                                  | 2009, 2010, 2022, 2023 |

#### Statistieken winnaars
| Gekwalificeerd als       | Aantal keer winst |
| ------------------------ | ----------------- |
| Landskampioen            | 8                 |
| Bekerwinnaar             | 3                 |
| Verliezend bekerfinalist | 3                 |